# Mamurras
Mamurras – miasto w Albanii, w okręgu Kurbin. W 2004 roku miasto to zamieszkiwało 7 600 osób.